# Władysław Piotrowski (fotoreporter)

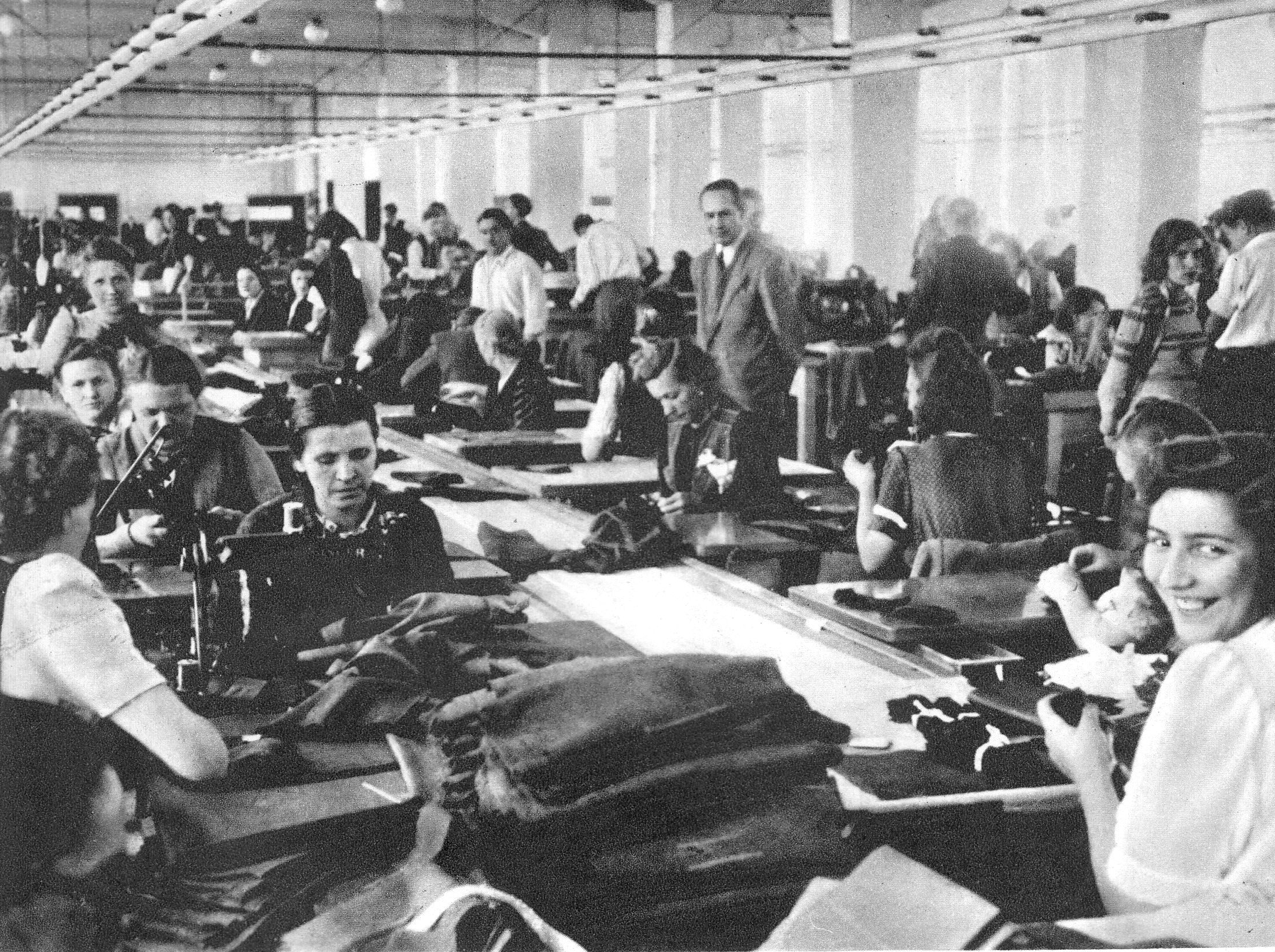
Warszawskie Zakłady Przemysłu Odzieżowego na fotografii Władysława Piotrowskiego

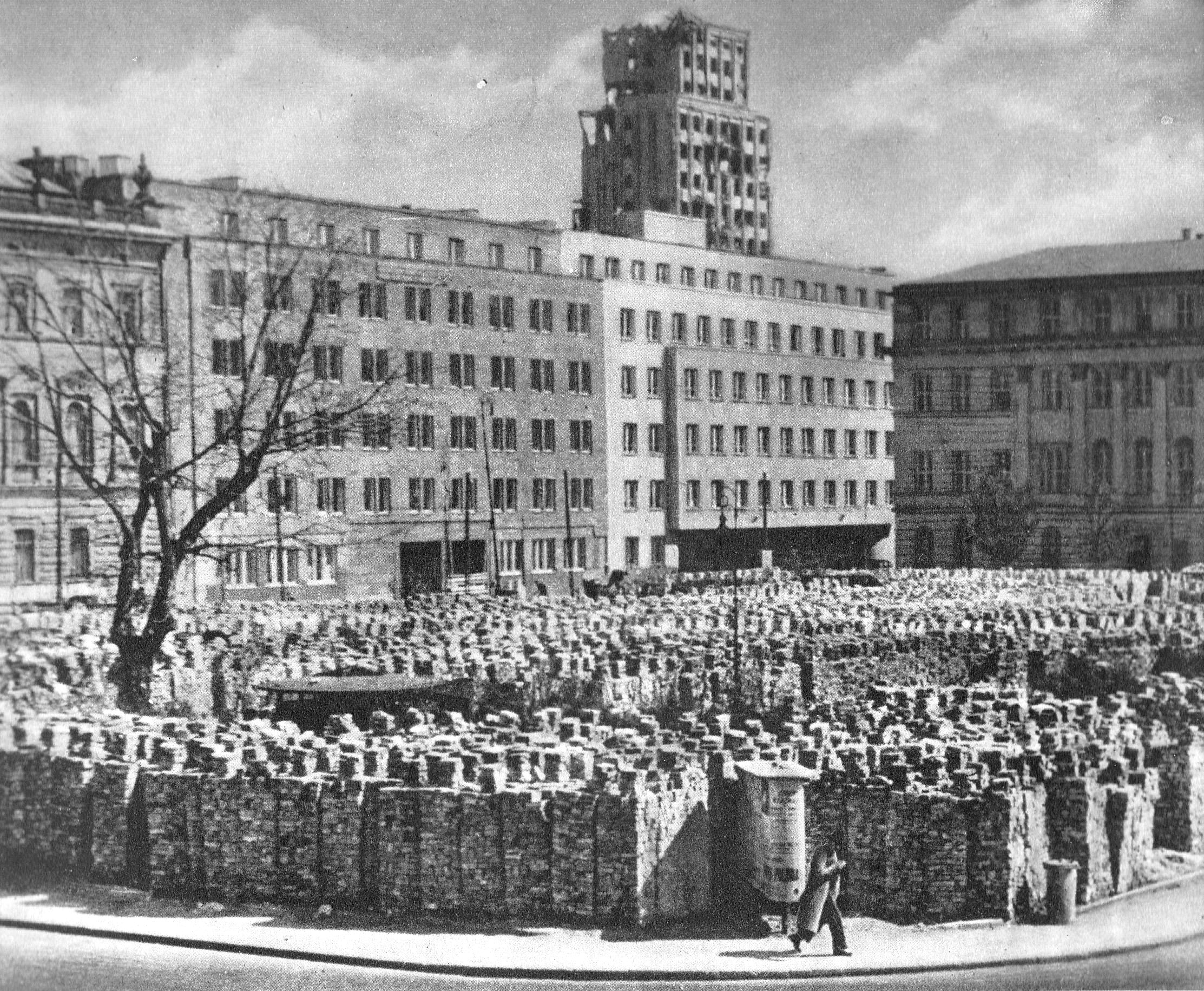
Plac Dąbrowskiego w Warszawie na fotografii Władysława Piotrowskiego

Władysław Piotrowski (ur. 22 czerwca 1904 w Warszawie, zm. 26 kwietnia 1968 tamże) – polski artysta fotograf, fotoreporter. Członek rzeczywisty Okręgu Warszawskiego Związku Polskich Artystów Fotografików. Członek Zarządu Klubu Fotografii Prasowej przy Stowarzyszeniu Dziennikarzy Polskich.

## Życiorys
Władysław Piotrowski związany z warszawskim środowiskiem fotograficznym – mieszkał w Warszawie. Od 1936 roku pracował jako fotoreporter prasowy. Po zakończeniu II wojny światowej został etatowym fotoreporterem Życia Warszawy. Miejsce szczególne w jego twórczości zajmowała fotografia portretowa oraz fotografia reportażowa – związana m.in. z tematyką kulturalną, obyczajową, polityczną, przemysłową, społeczną (na łamach Życia Warszawy ukazały się tysiące jego fotografii m.in. z życia codziennego stolicy). Jako fotoreporter współpracował również z tygodnikiem Stolica. 
Władysław Piotrowski aktywnie uczestniczył w wielu krajowych i międzynarodowych konkursach fotografii prasowej – w Polsce i za granicą. Jego fotografie otrzymywały wiele akceptacji, nagród i wyróżnień. Był członkiem Klubu Fotografii Prasowej, funkcjonującym przy Stowarzyszeniu Dziennikarzy Polskich, w którym przez wiele lat pełnił funkcje prezesa oraz wiceprezesa Zarządu KFP. 
W 1960 roku został przyjęty w poczet członków rzeczywistych Okręgu Warszawskiego Związku Polskich Artystów Fotografików. 
Zmarł 26 kwietnia 1968. Został pochowany na cmentarzu Wojskowym na Powązkach (kwatera A 38-5-4).

## Odznaczenia
- Złota Odznaka honorowa „Za Zasługi dla Warszawy” (17 stycznia 1963)[4]